# ペンリス・タウンFC
ペンリス・タウン・フットボール・クラブ（Penrith Town Football Club）はイングランド北西部・カンブリア州にある都市ペンリスを本拠地とするサッカークラブチームである。2007-2008シーズンは地域リーグのノーザンリーグ（10部相当）に所属。

## タイトル

### 国内タイトル
- なし

### 国際タイトル
- なし